# Панайотис Папалигурас
Панайотис Папалигурас (на гръцки: Παναγιώτης Παπαληγούρας) е гръцки политик, бивш министър на външните работи на Гърция.

## Биография
Панайотис Папалигурас е роден на остров Корфу. Завършва право и политико-икономически науки в Атинския университет (1936) и защитава докторат в Женева (1940). През Втората световна война е мобилизиран в гръцката армия и след разгрома през април 1941 г. се изтегля заедно с остатъка от армията в Близкия изток, където воюва като младши офицер от запаса.
Влиза в политиката след войната и през 1946 г. е избран за депутат от центристката венизелистка Гръцка обединена партия, която през 1951 г. се влива в новооснованата широка дясна партия „Гръцки сбор“ на генерал Александрос Папагос. В неговия кабинет той е заместник-министър (1952-1953) и министър на търговията (1953-1954) и министър на координацията на икономиката (1954-1955). Във второто правителство на Константинос Караманлис е министър на търговията и промишлеността(1956-1958), но през 1958 г. заедно с други членове излиза от Гръцкия радикален съюз и основава центристкото „Ново политическо движение“. През 1961 г. се връща в Гръцкия радикален съюз и става министър на координацията на икономиката (1961-1963). От 3 до 21 април 1967 г. е служебен министър на отбраната в правителството на Панайотис Канелопулос. При военния преврат на 21 април 1967 г. е арестуван и поставен под домашен арест.
След възстановяването на демокрацията през 1974 г. Папалигурас е управител на Националната банка на Гърция (август-октомври 1974), а в кабинетите на Нова демокрация е министър на координацията на икономиката (1974-1977) и министър на външните работи (ноември 1977 - май 1978). Умира през 1993 г.
Синът му Анастасиос Папалигурас е гръцки политик от Нова демокрация, бивш министър на правосъдието, както и на търговската флота.